# Arno z Salzburga
Arno z Salzburga (ur. między 740 a 750, zm. 24 stycznia 821) – biskup Salzburga od 785 roku, pierwszy arcybiskup Salzburga od 798 roku.

## Życiorys
Arno pochodził z rodziny szlacheckiej. Kształcił się w diecezji Freising. W dokumentach figuruje jako diakon w 765 roku, a w 776 roku jako prezbiter. Przebywał w opactwie benedyktyńskim w Elno (obecnie Saint-Amand-les-Eaux we Francji), gdzie poznał Alkuina. Od 26 maja 782 roku pełnił w klasztorze tym funkcję opata. Został mianowany biskupem Salzburga i 11 czerwca 785 roku otrzymał sakrę biskupią. W 787 roku w imieniu księcia Bawarii Tassilo III prosił papieża Hadriana I o mediację pomiędzy księciem a Karolem Wielkim. Od 791 roku pełnił funkcję missus dominicus. Sukcesy militarne Karola Wielkiego w walkach z Awarami spowodowały rozszerzenie na południowy wschód działalności misyjnej ośrodka w Salzburgu.
W 798 roku diecezja Salzburga została podniesiona do rangi archidiecezji, Arno otrzymał paliusz od papieża Leon III i stał się pierwszym arcybiskupem Salzburga. Arno był obecny w Rzymie podczas koronacji Karola Wielkiego 25 grudnia 800 roku, a w 811 roku znalazł się wśród osób sygnujących testament Karola Wielkiego (jego podpis znajduje się na trzecim miejscu).
Arno promował naukę i sztukę w Salzburgu, założył w tym mieście bibliotekę. Dbając o rozwój kościoła w zarządzanej przez siebie diecezji zwołał kilka synodów: 20 sierpnia 798 roku w Reisbach, 20 stycznia 799 roku również w Reisbach (synod kontynuowany w tym samym roku we Freising i Salzburgu), kolejne synody zwołał: 16 czerwca 804, w maju 805, 16 stycznia 807 roku.